# Côme Ruggieri
Pour les articles homonymes, voir Ruggieri.
Cosimo Ruggieri de son nom d'origine ou Côme Ruggieri (?, mort le 28 mars 1615 à Paris), également dénommé Cosme Ruggieri ou Cosme de Rogier selon francisation du patronyme, est un astrologue et conseiller florentin de Catherine de Médicis.

## Biographie
Il serait né à Florence et le fils et le disciple de Ruggieri l'Ancien (« Ruggieri il Vecchio »), médecin-astrologue du père de Catherine de Médicis, Laurent II, duc d'Urbin.

### Les débuts à la cour de France
Il semblerait que Côme Ruggieri soit apparu à la cour de France en 1571. La modestie de ses moyens l'aurait poussé à rechercher une place dans l'entourage du commandeur Petrucci, ambassadeur en France du prince héritier de Toscane.
Par la suite, sa réputation d'homme « de haute intelligence et assez instruit » le fait remarquer par M. Montmorin, premier écuyer de la reine Élisabeth d'Autriche, qui lui fait enseigner la langue italienne aux pages de l'épouse de Charles IX.
Selon une dépêche en date du 26 avril 1574 de l'ambassadeur Vincenzo Alamanni, successeur du commandeur Petrucci, Côme Ruggieri « faisait profession, entre autres choses, de connaître assez bien l'astrologie et surtout l'astrologie judiciaire, consistant à prédire l'avenir. (...) À cause de cela (...), il arriva, il y a peu de temps, dans un tel crédit près de la Reine mère du Roi, qu'en outre qu'il avait continuellement l'oreille de Sa Majesté (Catherine de Médicis) et savait une infinité de choses de cette façon et d'autres, il fut choisi, il y a peu de mois, pour enseigner la langue toscane au duc d'Alençon, ce dont il tirait de raisonnables profits ».
Une dépêche de Petrucci, datée du 2 septembre 1572, relate une conversation publique à la cour entre Ruggieri et Catherine de Médicis ; la reine mère demande à son astrologue la position à tenir vis-à-vis des huguenots, notamment des princes détenus depuis la Saint-Barthélemy.

### Le complot de La Môle et Coconas
Les fonctions de Ruggieri lui permettent de frayer avec l'entourage de François, duc d'Alençon, milieu où s'ourdissent les conjurations des Malcontents. Précisément, les fréquentations de l'astrologue lui valent d'être impliqué dans le complot dit de « La Môle et Coconas ».
Dès le 8 avril 1574, Charles IX commence à faire arrêter les conjurés. En dépit des suppliques du duc François d'Alençon et de sa sœur Marguerite, La Môle et ses complices sont enfermés à la Conciergerie puis soumis à « la géhenne » (la torture) pour leur extorquer des aveux.
L'insistance du duc d'Alençon visant à faire libérer ses compagnons, surtout La Môle qui semblait avoir véritablement la faveur du prince, paraît suspecte. Des présomptions d'envoûtement ne tardent pas à surgir, étayées par la découverte dans les affaires de La Môle d'une figurine en cire, présumée représenter Charles IX. De surcroît, l'état de santé du roi s'altère gravement à la fin du mois d'avril 1574, ce qui renforce les accusations de sorcellerie. La figurine étant l'œuvre de Ruggieri, celui-ci se retrouve compromis dans l'affaire.
Un ordre d'arrestation est lancé contre lui qui, prévenu, se réfugie le 22 avril 1574 dans la demeure de l'ambassadeur Vincenzo Alamanni, aux portes de Paris. Bien que le diplomate ait consenti à le livrer aux capitaines venus l'arrêter, il parvient à s'enfuir. Soupçonné de complicité, Alamanni s'en défend devant Charles IX et Catherine de Médicis, arguant du fait qu'il avait initialement recueilli Côme sans connaître les accusations portées contre lui.
Ruggieri se fait prendre peu de temps après dans la forêt de Saint-Germain, déguisé en paysan. Il est condamné aux galères. Les deux principaux protagonistes, La Môle et Coconas, sont, quant à eux, exécutés en place de Grève le 30 avril 1574.
Si Ruggieri est envoyé à Marseille pour purger sa peine, sa condamnation semble n'avoir jamais été appliquée. Il est rapidement gracié et en 1585, il obtiendra la commende de l'abbaye de Saint-Mathieu (Saint-Mahé, en Bretagne) dont il demeurera paradoxalement l'abbé jusqu'à sa mort.
La relative clémence, et surtout la grâce, dont bénéficie Ruggieri dans cette affaire paraissent motivées par les rapports qu'il entretenait avec Catherine de Médicis, voire par l'influence occulte qu'il aurait exercé sur elle. Il aurait également pu jouer un rôle d'espion en sa faveur auprès du duc d'Alençon qui menait l'opposition des Malcontents contre elle et Charles IX.

### Dernière inculpation
En 1598 à Nantes, poursuivi pour avoir attenté à Henri IV en détenant une fois encore une figurine percée au cœur censée représenter le roi, il se défend en affirmant qu'il a contribué à sauver Henri de Navarre lors du massacre de la Saint-Barthélemy. Ainsi, il ne va donc pas s'attaquer aujourd'hui à celui dont il avait plaidé la cause hier. Le roi confirme et ordonne sa libération.

### Fin de vie
Sous la régence de Marie de Médicis, Ruggieri fréquente le cercle du favori italien Concino Concini. Le maréchal d'Ancre et son épouse Léonora Dori « appréciaient ce bel esprit »  qui faisait paraître un almanach sous le pseudonyme de Querberus et établissait des horoscopes.

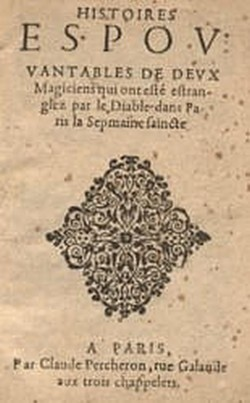
Histoires espouvantables de deux magiciens, publié chez Claude Percheron en avril 1615 relatant le décès de Ruggieri.

Le décès de Côme Ruggieri, le 28 mars 1615, provoque un incident dans les rues de Paris dans lesquelles sa dépouille est traînée. La raison de cette vindicte populaire se situe dans le renvoi du prêtre et des capucins venus lui porter les derniers sacrements. D'après le Mercure françois, Ruggieri leur aurait déclaré sur son lit de mort : « Fous que vous êtes, sortez tous, il n'y a d'autres diables que les ennemis qui nous tourmentent en ce monde, ni d'autre dieu que les rois et les princes qui peuvent nous procurer honneurs et richesses ! ».
Ces dernières paroles impies sont répandues dans l'opinion par le biais d'un livret intitulé Histoires épouvantables de deux magiciens qui ont été étranglés par le diable dans Paris la semaine Sainte. L'un est Côme Ruggieri, l'autre un dénommé César, une espèce d'escroc, qui faute d'être emporté par le diable se retrouve incarcéré à la Bastille. La publication de ces petits livrets était souvent destinée à discréditer un personnage important. Le maréchal Concini pourrait en avoir été la cible. Aucun nom n'y est explicitement donné, pas même celui de Ruggieri, mais les contemporains pouvaient certainement y associer les intéressés aux faits sans trop de difficultés.
Pour calmer les esprits, attisés par cet événement et de prétendues pratiques religieuses juives (tel un agneau qui aurait été sacrifié pendant la Pâque), le parlement de Paris remet en vigueur le 10 mai 1615 un édit d'expulsion des juifs datant de 1394. La catholicité ardente de cette époque associait fréquemment athéisme, sorcellerie et judaïsme.
L'usage de voults, autrement dit de figurines de cire destinées à l'envoûtement et déposées dans des cercueils, avait été reproché à Ruggieri. La même accusation est lancée à l'encontre de Concini et de son épouse lors de leur procès en 1617. La déposition du dénommé César (Jean du Châtelet), cité au moment de la mort de Ruggieri et détenu à la Bastille depuis lors, sera retenue comme élément à charge. Il était pourtant donné pour mort dans le livret déjà évoqué.
Le père François Garasse, dit Garassus, reprendra l'anecdote de la sortie incroyante de l'astrologue dans La doctrine curieuse des beaux esprits de ce temps, ou prétendus tels : contenant plusieurs maximes pernicieuses à la religion, à l'Estat et aux bonnes mœurs, combattue et renversée (Paris, 1624). Dans cet ouvrage de controverse religieuse, Ruggieri est constamment qualifié d'« infâme athéiste » mais les accusations d'athéisme et d'impiété visant à diffamer des personnalités étaient fréquentes dans les pamphlets du temps. Il s'avère donc difficile de déterminer l'authenticité et la nature des dernières paroles de l'astrologue au vu du caractère polémique de La doctrine curieuse..., œuvre « nourrie des "Histoires tragiques" alors familières du public urbain ». Les propos prêtés à Ruggieri ne permettent pas de déduire incontestablement sa supposée incroyance, son déisme, son épicurisme ou son « libertinage spirituel ». Sans trancher la question, Jacqueline Boucher émet prudemment l'hypothèse d'une opinion « naturaliste, influencé(e) par la pensée de Padoue, qui n'était pas totalement matérialiste, mais se situait très loin du christianisme ».

## La légende

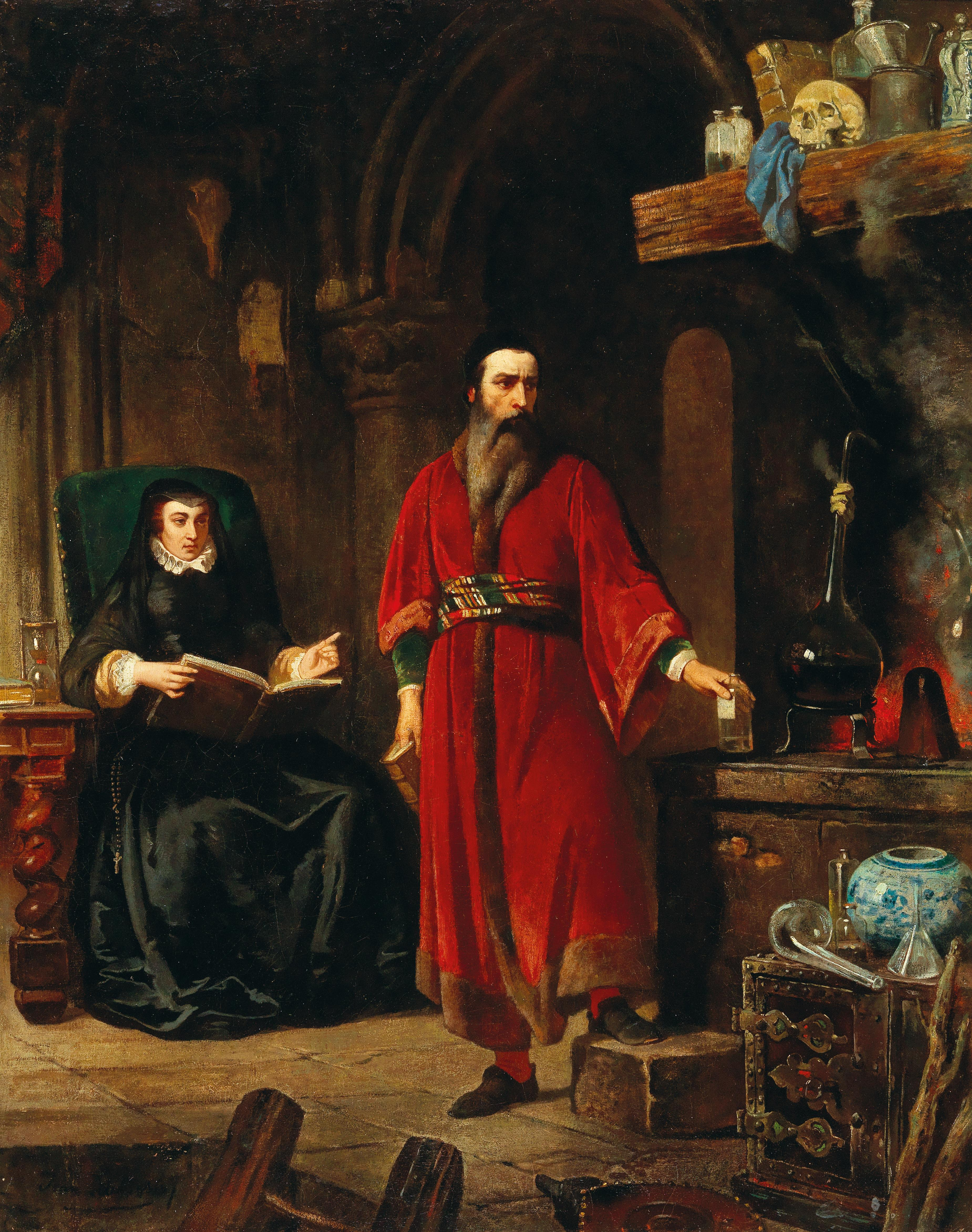
Jean Lulvès, Catherine de Médicis et l'alchimiste Cosme Ruggieri, 1867.

On prête à Ruggieri un certain nombre de prédictions, bien que les traditions divergent fréquemment quant à l'identité de l'auteur de telle ou telle prophétie. Il est également difficile de déterminer la date exacte de ces prédictions qui auraient donc pu être forgées a posteriori.
Ainsi, Côme (ou Luca Gaurico, suivant les sources) aurait prédit à Catherine de Médicis qu'elle mourrait « près de Saint-Germain », ce qui aurait incité la reine à interrompre la construction du palais des Tuileries (sis près de l'église Saint-Germain-l'Auxerrois) et à lancer le chantier d'une autre résidence, à la fin de 1571 ou au début de 1572 : l'hôtel de la Reine. La reine mère décéda le 5 janvier 1589 au château de Blois et le confesseur appelé pour lui porter l'extrême-onction se nommait Julien de Saint-Germain
Il s'agit de l'hypothèse la plus ésotérique pour expliquer l'abandon du chantier des Tuileries. D'autres, plus rationnelles, ont aussi été évoquées telles que l'absence de protection du site — en raison de sa localisation en dehors de l'enceinte de la ville —, l'état des finances royales ou la volonté de la reine mère de laisser le château et le jardin proches du Louvre à son fils, le roi Charles IX. L'arrêt soudain et inattendu des travaux des Tuileries conjugué à la construction de l'hôtel de la Reine, comprenant une colonne astrologique traditionnellement associée à Ruggieri, la Colonne Médicis, est probablement l'origine de cette explication.

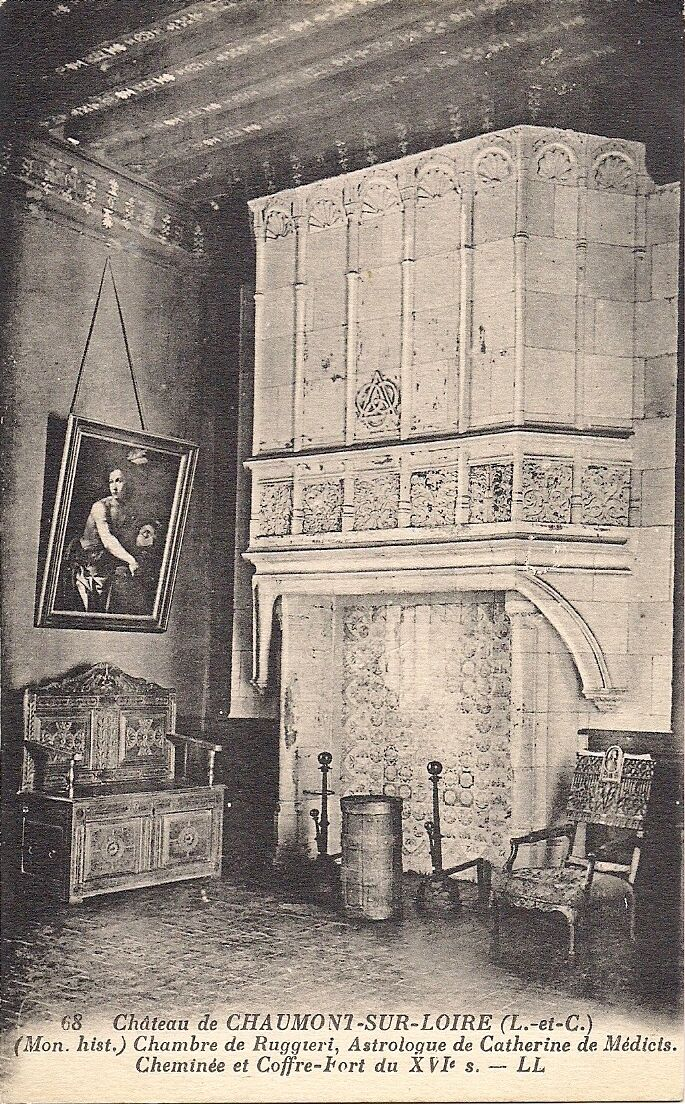
La « chambre de Ruggieri » au château de Chaumont-sur-Loire.

De nombreux auteurs relatent une prophétie informant Catherine de Médicis des règnes de ses fils et de leur durée. La scène se serait déroulée au château de Chaumont-sur-Loire vers la fin de 1559. Brantôme l'attribue à Nostradamus, sans donner plus de détails, alors qu'André Favyn ou Nicolas Pasquier la donne à Ruggieri. Ils diffèrent quant aux instruments utilisés, le premier parlant d'un miroir, le second d'un cercle magique. Le résultat aurait cependant permis de matérialiser une image de chacun des fils de la reine, pivotant sur eux-mêmes, et dont chaque tour aurait représenté une année de règne.
Bien évidemment, rien ne vient prouver les faits. La littérature du XIXe siècle s'est aussi emparée de l'histoire pour la rendre encore plus spectaculaire et fantastique. Le passage de Ruggieri à Chaumont-sur-Loire est matérialisé dans le château par une pièce qui porte son nom et par un portrait réputé le représenter.
La légende occupant une part importante dans l'histoire de Ruggieri, il est indispensable de l’associer à sa biographie. Au-delà des évènements dont la réalité se retrouve confirmée par des narrations dignes de foi, des faits dont l’origine est mystérieuse jalonnent son existence. Sans présumer de leur véracité, même si certains sont impossibles en raison de leur chronologie ou parce qu’ils ne cadrent pas avec les textes écrits sur lui par ses contemporains, ils sont nécessaires à la compréhension de l’image que Ruggieri s’est forgé au cours des siècles.
Les auteurs du XIXe siècle sont largement responsables de cette légende, au premier chef desquels, Honoré de Balzac avec La Confidence des Ruggieri et Le Secret des Ruggieri. Ces romans historiques tirés des « études philosophiques » où il traite de Catherine de Médicis, sont le point de départ d'une littérature, nombreuse et variée, qui va façonner le mythe Ruggieri, et attribuer à l'astrologue un père « Ruggieri le Vieux » et un frère « Laurent », bien que l'existence de ces personnages ne soit pas incontestablement prouvée,.
Dans son Dictionnaire infernal, Jacques Collin de Plancy reprend, sous le titre d'universités occultes, un long passage consacré en fait à Cosme Ruggieri, adapté de l'ouvrage d'Honoré de Balzac Le Secret des Ruggieri.

## Ouvrages
- Discours et pronostication très-ample sur la grande conjonction qui s'est faicte des deux plus hautes planettes, le vingt-quatriesme de décembre dernier 1603... avec très-amples prédictions...Avec l'almanach et calandrier, publié sous le pseudonyme de Jean Querberus, C. de Montr'œil, Paris, 1604.
- Almanach et pronostication pour l'an de grâce bissextil, mil six cens quatre, composé par Jean Querberus (Cosme Ruggieri), C. de Montr'œil, Paris, 1604.